# Manang (dystrykt)

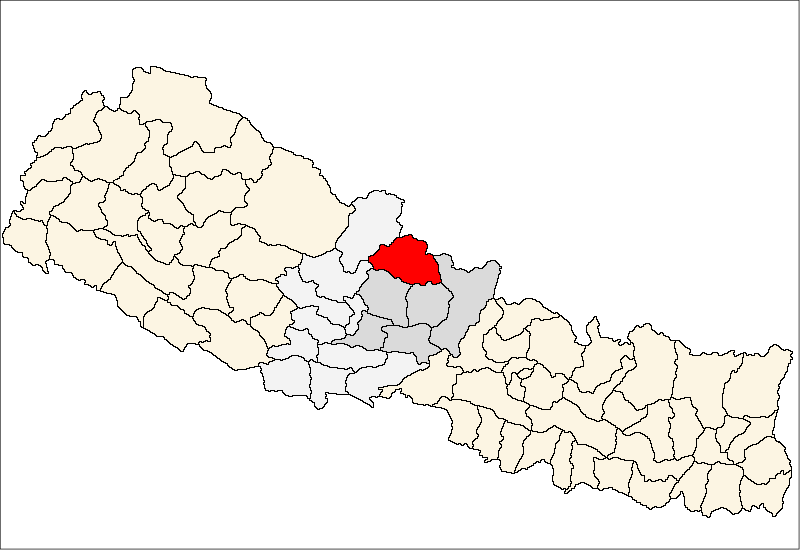
Dystrykt Manang

Dystrykt Manang (nep. मनाङ) – jeden z siedemdziesięciu pięciu dystryktów Nepalu. Leży w strefie Gandaki. Dystrykt ten zajmuje powierzchnię 2246 km², w 2001 r. zamieszkiwało go 9 587 ludzi. Stolicą jest Chame.